# Paez
Nasa ou Paez é um povo ameríndio originario da área andina da Colômbia localizada entre os cursos superiores dos rios Cauca e Magdalena. De economia agrícola e domesticação de animais. Su língua própria é a nasa yuwe. Os municipios com major população Nasa são Toribio, Páez e Caldono, no departamento do Cauca.

## História

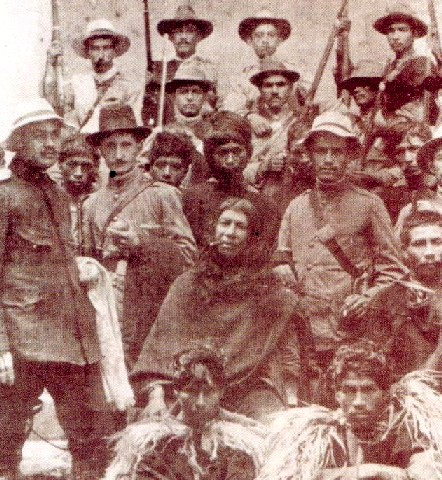
O líder nasa Quintín Lame e outros dirigentes indigenas presos em Popayán em 1925.

Antes da conquista europeia, em 1536, os nasa moravam no vale geográfico do rio Cauca, mas quando esse território foi ocupado pelos espanhóis, os indígenas se refugiaram nas partes altas da cordilheira e aliados com os halcones e os pijaos lutaram em una guerra de cem anos contra os espanhóis. Na segunda metade do século XVII, tras a derrota militar dos pijaos, os nasa aceitaram missionários católicos e tratar com comerciantes brancos em suas aldeias. Em 1700 a corona espanhola demarcou terras indígenas dos nasa como "resguardos" e reconheceu uma autonomia limitada a seus caciques em tais áreas.
Depois da independencia varias leis, decretos e invasões de fato tentaram disolver os resguardos, mas os nasa conseguiram resistir com mobilizações e organização. Levantamentos indígenas aconteceram no Cauca entre 1915 e 1917. Os nasa fizeram parte do Conselho Supremo dos Índios conformado em 1920 e desde 1936 na Federação Camponesa e Indígena que se transformou en confederação em 1947. Na violência posterior a 1948 pelos assassinatos e massacres foi destruida a Confederação e muitos resguardos forma invadidos por fazendeiro e muitos indígenas ficaram sem terra e submetidos a pagar arrendamentos de chácaras pagados medias-te um sistema chamado "terragem".

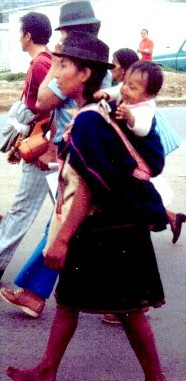
Mulher nasa em uma marcha de protesta.

Em 24 de fevereiro de 1971, os nasa e outras etnias do Cauca conformaram o Consejo Regional Indígena do Cauca, que ano tras ano recuperou terras dos resguardos e com otras organizações indígenas da Colombia conseguiram a educação bilingüe, servicios de saúde e em 1991 o reconhecimento na Constituição dos direitos indígenas à terra, autonomia e cultura.